# Gia tộc Nhật Bản
Đây là một danh sách các gia tộc của Nhật Bản. Các gia tộc cổ đại (gozoku) đề cập đến trong Nihonshoki và Kojiki bị mất quyền lực chính trị của họ vào trước thời kì Heian. Trong thời kỳ Heian, các đại gia tộc như gia tộc Minamoto, gia tộc Taira, và gia tộc Fujiwara thuộc dòng dõi Hoàng tộc đã thay nhau thống trị nền chính trị Nhật Bản thời bấy giờ. Thay cho gozoku, tầng lớp quý tộc mới, các gia tộc kuge (công gia) cũng xuất hiện trong thời gian này. Ở cuối thời Heian, các gia tộc chiến binh (samurai) dần dần có sức mạnh và sau đó thống trị đất nước như gia tộc Hậu Hōjō, gia tộc Ashikaga, và gia tộc Tokugawa.
Đây là một danh sách chưa hoàn tất, và có thể sẽ không bao giờ thỏa mãn yêu cầu hoàn tất. Bạn có thể đóng góp bằng cách mở rộng nó bằng các thông tin đáng tin cậy.

## Tên các gia tộc cổ đại
Có những tên gia tộc vào thời cổ đại được gọi là Uji-na (氏名 (thị danh)) hoặc Honsei (本姓 (bản tính)).

### Hoàng gia

Mon của Hoàng gia

- Hoàng tộc - có thể là hậu duệ của Oa Ngũ vương và chính thể Yamato trong thời kỳ Kofun. Các Thiên hoàng của gia tộc này và các thành viên gia tộc khác không có tên gia tộc, nhưng được gọi là "vương thị" (王氏) nếu cần thiết.

### Bốn đại gia tộc
Genpeitōkitsu (源平藤橘 (Nguyên Bình Đằng Quất)), bốn đại gia tộc của Nhật Bản:
- Gia tộc Minamoto (源氏) - còn được biết với tên gọi Genji; gồm 21 chi tộc nhánh hậu duệ của Hoàng thất.
  - Daigo Genji (醍醐源氏) - hậu duệ của Thiên hoàng Daigo.
  - Go-Daigo Genji (後醍醐源氏) - hậu duệ của Thiên hoàng Go-Daigo.
  - Go-Fukakusa Genji (後深草源氏) - hậu duệ của Thiên hoàng Go-Fukakusa.
  - Go-Nijō Genji (後二条源氏) - hậu duệ của Thiên hoàng Go-Nijō.
  - Go-Saga Genji (後嵯峨源氏) - hậu duệ của Thiên hoàng Go-Saga.
  - Go-Sanjō Genji (後三条源氏) - hậu duệ của Thiên hoàng Go-Sanjō.Mon của gia tộc Minamoto

Mon của gia tộc Minamoto

  - Go-Shirakawa Genji (後白河源氏) - hậu duệ của Thiên hoàng Go-Shirakawa.
  - Juntoku Genji (順徳源氏) - hậu duệ của Thiên hoàng Juntoku.
  - Kameyama Genji (亀山源氏) - hậu duệ của Thiên hoàng Kameyama.
  - Kazan Genji (花山源氏) - hậu duệ của Thiên hoàng Kazan.
  - Kōkō Genji (光孝源氏) - hậu duệ của Thiên hoàng Kōkō.
  - Montoku Genji (文徳源氏) - hậu duệ của Thiên hoàng Montoku.
  - Murakami Genji (村上源氏) - hậu duệ của Thiên hoàng Murakami.
  - Nimmyō Genji (仁明源氏) - hậu duệ của Thiên hoàng Nimmyō.
  - Ōgimachi Genji (正親町源氏) - hậu duệ của Thiên hoàng Ōgimachi.
  - Reizei Genji (冷泉源氏) - hậu duệ của Thiên hoàng Reizei.
  - Saga Genji (嵯峨源氏) - hậu duệ của Thiên hoàng Saga.
  - Sanjō Genji (三条源氏) - hậu duệ của Thiên hoàng Sanjō.
  - Seiwa Genji (清和源氏) - hậu duệ của Thiên hoàng Seiwa; là gốc gác của nhiều gia tộc samurai.
    - Kawachi Genji (河内源氏) - cũng được biết với tên gọi Genke; là hậu duệ của Minamoto no Yorinobu; là gốc gác của các gia tộc Hitachi Genji (常陸源氏), Ishikawa Genji (石川源氏) và Kai Genji (甲斐源氏); nổi tiếng với ba shogun của Mạc phủ Kamakura, hậu duệ của gia tộc này còn tồn tại đến ngày nay được biết đến là Minamoto Takahito.
    - Settsu Genji (摂津源氏) - hậu duệ của Minamoto no Yorimitsu; là gốc gác của các gia tộc Tada Genji (多田源氏), Mino Genji (美濃源氏) và Shinano Genji (信濃源氏).
    - Yamato Genji (大和源氏) - hậu duệ của Minamoto no Yorichika.

  - Uda Genji (宇多源氏)  - hậu duệ của Thiên hoàng Uda; là gốc gác của gia tộc Ōmi Genji (近江源氏).
  - Yōzei Genji (陽成源氏) - hậu duệ của Thiên hoàng Yōzei.

Mon của Gia tộc Taira

- Gia tộc Taira (平氏) - cũng được biết đến là Heishi; 4 chi tộc nhánh của Hoàng gia Nhật Bản.
  - Kammu Heishi (桓武平氏) - hậu duệ của Thiên hoàng Kammu, nổi tiếng với Taira no Masakado.
    - Bandō 8 Heishi (坂東八平氏) - hậu duệ của Taira no Yoshifumi.
    - Ise Heishi (伊勢平氏) - cũng được biết đến như Heike; hậu duệ của Taira no Korehira, nổi tiếng với Taira no Kiyomori.

  - Kōkō Heishi (光孝平氏) - hậu duệ của Thiên hoàng Kōkō.
  - Montoku Heishi (文徳平氏) - hậu duệ của Thiên hoàng Montoku.
  - Nimmyō Heishi (仁明平氏) - hậu duệ của Thiên hoàng Nimmyō.
- Gia tộc Fujiwara (藤原氏) - hậu duệ của Fujiwara no Kamatari.Mon của Gia tộc Fujiwara

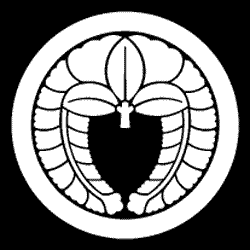
Mon của Gia tộc Fujiwara

  - 4 dòng họ của Fujiwara (藤原四家) - hậu duệ của bốn con trai của Fujiwara no Fuhito.
    - Fujiwara Hokke (藤原北家) - dòng họ phía Bắc; hậu duệ của Fujiwara no Fusasaki.
    - Fujiwara Kyōke (藤原京家) - hậu duệ của Fujiwara no Maro.
    - Fujiwara Nanke (藤原南家) - dòng họ phía Nam; hậu duệ của Fujiwara no Muchimaro.
    - Fujiwara Shikike (藤原式家) - hậu duệ của Fujiwara no Umakai.

  - Gia tộc Bắc Fujiwara (奥州藤原氏) - cũng được biết đến như gia tộc Ōshū Fujiwara; hậu duệ của Fujiwara no Hidesato.
- Gia tộc Tachibana (橘氏) - hậu duệ của Hoàng tử Naniwa-Ō, con trai của hoàng tử Shōtoku-Taishi (572-621), con trai thứ của Thiên hoàng Yōmei, không trực tiếp liên quan đến gia tộc phong kiến Tachibana (立花氏) Mon của Gia tộc Tachibana

Mon của Gia tộc Tachibana

## Các gia đình quý tộc

### Các gia tộc bản địa
- Gia tộc Minamoto (源氏) - hậu duệ của các Thiên hoàng, từ thời kỳ Heian tại Heian-Kyo (Nay là Kyoto).
- Gia tộc Abe (阿部氏/安倍氏) - hậu duệ của Hoàng tử Ōhiko, con trai của Thiên hoàng Kōgen; không có quan hệ trực tiếp nào với Gia tộc Abe của Ōshū (安倍氏).
- Gia tộc Abe của Ōshū (安倍氏) - hậu duệ của Abihiko (đang tranh luận); không có quan hệ trực tiếp nào với Gia tộc Abe theo nhánh Kōgen (阿部氏), nổi tiếng với Abe no Hirafu và Abe no Yoritoki.
- Gia tộc Aya của tỉnh Sanuki - Theo Kojiki, là hậu duệ của Hoàng tử Takekaiko, cháu trai Thiên hoàng Keikō.
- Gia tộc Hashiji (土師氏) - hậu duệ của kami Nomi no Sukune (truyền thuyết).
- Gia tộc Imube (忌部氏) - hậu duệ của kami Ame no Futotama no Mikoto (truyền thuyết), và hậu duệ của ông là Ame no Tomi no Mikoto đồng hành cùng Thiên hoàng Jimmu.
- Gia tộc Ki (紀氏) - hậu duệ của Thiên hoàng Kōgen theo nhánh tể tướng Takeshi-uchi no Sukune; nổi tiếng với Ki no Tsurayuki.
- Gia tộc Kusakabe (日下部氏) - hậu duệ của Thiên hoàng thứ 9 Kaika, hoặc Thiên hoàng thứ 36 Kōtoku (đang tranh luận).
- Gia tộc Mononobe (物部氏) - hậu duệ của kami Nigihayahi no Mikoto (truyền thuyết), một hậu duệ của anh trai của Ninigi no Mikoto (truyền thuyết), cụ của Thiên hoàng Jimmu; nổi tiếng với Mononobe no Moriya.
- Gia tộc Nakatomi (中臣氏) - hậu duệ của kami Ame no Koyane no Mikoto (truyền thuyết), và hậu duệ của ông là Ame no Taneko no Mikoto đồng hành với Thiên hoàng Jimmu; là gốc của Gia tộc Fujiwara.
- Gia tộc Chiba (建軍千葉) - hậu duệ của Gia tộc Jianjun.
- Gia tộc Ō (多氏) - hậu duệ của Hoàng tử Kamuyaimimi no Mikoto, con trai của Thiên hoàng Jimmu.
- Gia tộc Ochi (越智氏) - hậu duệ của Gia tộc Mononobe.
- Gia tộc Ōe (大江氏) - hậu duệ của Gia tộc Hashiji.
- Gia tộc Ōtomo (大伴氏) - hậu duệ của Michi-omi no Mikoto, đồng hành cùng Thiên hoàng Jimmu; không có mối liên hệ trực tiếp nào với gia tộc nhập cư Ōtomo (大友氏) hoặc gia tộc phong kiến Ōtomo (大友氏); nổi tiếng với Ōtomo no Yakamochi.
- Gia tộc Ozutsuki (大筒木氏)
- Gia tộc Soga (蘇我氏) - hậu duệ của Thiên hoàng Kōgen, theo nhánh tể tướng Takeshi-uchi no Sukune; nổi tiếng với Soga no Umako.
- Gia tộc Sugawara (菅原氏) - hậu duệ của Gia tộc Hashiji; nổi tiếng với Sugawara no Michizane
- Gia tộc Takahashi (高橋氏) - hậu duệ của gia tộc Minamoto

### Các gia tộc nhập cư
- Gia tộc Asukabe (飛鳥部氏) - hậu duệ của Gonji, con trai Bì Hữu Vương của Bách Tế.
- Gia tộc Hata (秦氏) - hậu duệ của Hoàng tử Yuzuki no Kimi, một hậu duệ của Tần Thủy Hoàng.
  - Gia tộc Chōsokabe (長宗我部氏) - hậu duệ của Gia tộc Hata (tranh luận); nổi tiếng với Chosokabe Motochika.Mon của Gia tộc Date
- Gia tộc Kawachi no Aya (西漢氏)

Mon của Gia tộc Date

- Gia tộc Kawachi no Fumi (西文氏) - hậu duệ của học giả Wani, có gốc tận cùng tới Hán Cao Tổ.
- Gia tộc Kikuchi (菊池氏) - hậu duệ của Thánh Vương của Bách Tế.
  - Gia tộc Akahoshi (赤星氏) - chi tộc nhánh của Gia tộc Kikuchi.
  - Gia tộc Jô (城氏) - chi tộc nhánh của Gia tộc Kikuchi.
  - Gia tộc Saigo (西郷氏) - chi tộc nhánh của Gia tộc Kikuchi.
- Gia tộc Koma (高麗氏) - hậu duệ của Bảo Tạng Vương của Cao Câu Ly.
- Gia tộc Koremune (惟宗氏) - chi tộc nhánh bên của Gia tộc Hata, hậu duệ của Hoàng tử Kōman-Ō của triều Tần.
- Gia tộc Kudara no Konikishi (百済王氏) - hậu duệ của Zenkō (善光 hoặc 禅広), con trai của Nghĩa Từ Vương, vua cuối cùng của Bách Tế.
- Gia tộc Ōtomo (大友氏) - hậu duệ có nguồn gốc Trung Quốc; không có liên hệ trực tiếp nào tới gia tộc bản địa Ōtomo (大伴氏) hoặc gia tộc phong kiến Ōtomo (大友氏).
- Gia tộc Ōuchi (大内氏) - hậu duệ của Hoàng tử Imseong, con trai thứ ba của Bách Tế Thánh Vương.
- Gia tộc Sakanoue (坂上氏) - hậu duệ của Hán Linh Đế.
- Gia tộc Shiba (司馬氏) - hậu duệ của Shiba Tatto, một nghệ nhân làm yên ngựa của Trung Quốc.
- Gia tộc Sue (陶氏) - hậu duệ của Bách Tế Thánh Vương.
- Gia tộc Takamuko (高向氏) - hậu duệ của Tào Phi của nhà Tào Ngụy; nổi tiếng với Takamuko no Kuromaro.
- Gia tộc Yamato no Aya (東漢氏) - hậu duệ của Hoàng tử Achi no Omi, chắt của Hán Linh Đế.
  - Gia tộc Ōkura (大蔵氏) - chi tộc nhánh của gia tộc Yamato no Aya.
- Gia tộc Yamato no Fumi (東文氏) - có thể là một nhánh của gia tộc Yamato no Aya.

### Gia tộc mới được tạo lập
- Gia tộc Toyotomi - cho Toyotomi Hideyoshi và gia đình của mình.

## Tên gia đình
Từ cuối thời cổ đại trở đi, tên gia đình (Myōji/苗字 hoặc 名字) đã thường được sử dụng bởi samurai để biểu thị gia đình của họ thay vì tên của gia tộc cổ xưa mà chi tộc thuộc về (uji-na/氏名 hoặc honsei/本姓), thứ chỉ được sử dụng trong hồ sơ chính thức trong triều đình. Các gia tộc kuge cũng đã sử dụng tên họ (Kamei/家名) cho cùng mục đích. Mỗi gia tộc samurai được gọi là "gia tộc [tên gia tộc] (氏)" như bên dưới, và tránh nhầm lẫn họ với tên các gia tộc cổ xưa:
- Gia tộc Abe của Mikawa (阿部氏) - hậu duệ của Thiên hoàng Kōgen và gia tộc cổ đại Abe (阿部氏); không có liên hệ trực tiếp đến Gia tộc Abe của Ōshū (安倍氏).
- Gia tộc Adachi (安達氏) - hậu duệ của Gia tộc Fujiwara.
- Gia tộc Akamatsu (赤松氏) - hậu duệ của gia tộc Minamoto chi Murakami Genji.
- Gia tộc Akechi (明智氏) - chi tộc nhánh của Gia tộc Toki, những người là hậu duệ của gia tộc Minamoto chi Seiwa Genji; nổi tiếng với Akechi Mitsuhide.
- Gia tộc Akita (秋田氏) - hậu duệ của Gia tộc Abe của Ōshū.
- Gia tộc Akiyama (秋山氏) - chi tộc nhánh của Gia tộc Takeda, những người là hậu duệ của gia tộc Minamoto chi Seiwa Genji.
- Gia tộc Akizuki (秋月氏) - hậu duệ của Hoàng tử Achi no Omi của triều Hán.
- Gia tộc Amago (尼子氏) - chi tộc nhánh của Gia tộc Sasaki, những người là hậu duệ của gia tộc Minamoto chi Uda Genji.
- Gia tộc Amakusa (天草氏) - hậu duệ của Gia tộc Ōkura.
- Gia tộc Anayama (穴山氏) - chi tộc nhánh của Gia tộc Takeda, những người là hậu duệ của gia tộc Minamoto chi Seiwa Genji.
- Gia tộc Andō - hậu duệ của Gia tộc Abe của Ōshū, theo nhánh Abe no Hirafu.
- Gia tộc Asakura (朝倉氏) - hậu duệ của Hoàng tử Kusakabe, con trai của Thiên hoàng Temmu.
- Gia tộc Asano (浅野氏) - chi tộc nhánh của Gia tộc Toki, những người là hậu duệ của Seiwa Genji.
- Gia tộc Ashikaga (足利氏) - hậu duệ của gia tộc Minamoto chi Seiwa Genji; nổi tiếng với Mạc phủ Ashikaga; không có liên hệ trực tiếp nào tới Gia tộc Ashikaga theo nhánh Fujiwara
- Gia tộc Ashikaga (Fujiwara) (足利氏) - hậu duệ của Fujiwara Hokke; không có liên hệ trực tiếp nào tới Gia tộc Ashikaga theo nhánh Genji.
- Gia tộc Ashina (蘆名氏) - chi tộc nhánh của Gia tộc Miura, những người là hậu duệ của Kammu Heishi.
- Gia tộc Aso (阿蘇氏) - hậu duệ của Thiên hoàng Jimmu theo nhánh Gia tộc Ō.
- Gia tộc Asō (麻生氏) - chi tộc nhánh của Gia tộc Utsunomiya, những người là hậu duệ của Fujiwara Hokke; nổi tiếng với Asō Tarō.
- Gia tộc Atagi (安宅氏) - chi tộc nhánh của Gia tộc Ogasawara, những người là hậu duệ của gia tộc Minamoto chi Seiwa Genji (tranh luận).
- Gia tộc Azai (浅井氏) - hậu duệ của Gia tộc Fujiwara; nổi tiếng với Azai Nagamasa.
- Gia tộc Bitō (尾藤氏) - hậu duệ của Fujiwara Hokke.
- Gia tộc Chiba (千葉氏) - hậu duệ của Kammu Heishi.
- Gia tộc Date (伊達氏) - cũng được biết đến như Gia tộc Idate hoặc Gia tộc Idachi, hậu duệ của Fujiwara Hokke; nổi tiếng với Date Masamune.
- Gia tộc Doi (土井氏) - chi tộc nhánh của Gia tộc Toki, những người là hậu duệ của gia tộc Minamoto chi Seiwa Genji (tranh luận); không có liên hệ trực tiếp nào tới Gia tộc Doi theo nhánh Heishi.
- Gia tộc Doi (Heishi) (土肥氏) - hậu duệ của Kammu Heishi; không có liên hệ trực tiếp nào tới Gia tộc Doi theo nhánh Genji.
- Gia tộc Fuji (富士氏) - hậu duệ của Gia tộc Wani (和珥氏).
- Gia tộc Gotō - chi tộc nhánh của Takeda, những người là hậu duệ của gia tộc Minamoto chi Seiwa Genji.
- Gia tộc Hachisuka (蜂須賀氏) - chi tộc nhánh của Gia tộc Ashikaga theo nhánh Gia tộc Shiba, những người là hậu duệ của gia tộc Minamoto chi Seiwa Genji, nổi tiếng với Hachisuka Masakatsu.
- Gia tộc Haga (芳賀氏) - hậu duệ của Gia tộc Kiyowara.Mon của Gia tộc Hashiba

Mon của Gia tộc Hashiba

- Gia tộc Hashiba (羽柴氏) - nổi tiếng với honsei của họ: Gia tộc Toyotomi (豊臣氏); hậu duệ của Toyotomi Hideyoshi.
- Gia tộc Hatakeyama (畠山氏) - hậu duệ của Kammu Heishi trước năm 1205. Sau 1205, gia tộc Hatakeyama là một chi tộc nhánh của Gia tộc Ashikaga, những người là hậu duệ của gia tộc Minamoto chi Seiwa Genji.
- Gia tộc Hatano (波多野氏) - hậu duệ của Fujiwara Hokke.
- Gia tộc Hayashi (林氏) - chi tộc nhánh của Gia tộc Kōno, những người là hậu duệ của Hoàng tử Iyo, con trai của Thiên hoàng Kammu.
- Gia tộc Hiki (比企氏) - hậu duệ của Fujiwara Hokke.Mon của Gia tộc Hōjō

Mon của Gia tộc Hōjō

- Gia tộc Hirano - hậu duệ của Hoàng tử Toneri, con trai Thiên hoàng Temmu, theo nhánh Kiyowara.
- Gia tộc Hisamatsu (久松氏) - chi tộc nhánh của Nhà Takatsuji, những người là hậu duệ của Gia tộc Sugawara.
- Gia tộc Hitotsuyanagi - chi tộc nhánh của Gia tộc Kōno, những người là hậu duệ của Hoàng tử Iyo, con trai của Thiên hoàng Kammu.
- Gia tộc Hōjō (北条氏) - hậu duệ của Kammu Heishi (tranh luận); không có liên hệ trực tiếp nào tới Gia tộc Hậu Hōjō (北条氏) hoặc Gia tộc Kitajō (北条氏); là gia tộc quản lý Mạc phủ Kamakura.
- Gia tộc Hậu Hōjō (後北条氏) - cũng được biết đến như gia tộc Hōjō hoặc gia tộc Go-Hōjō; hậu duệ của Kammu Heishi; không có liên hệ trực tiếp nào tới gia tộc Mạc phủ Hōjō (北条氏) hoặc Gia tộc Kitajō (北条氏).
- Gia tộc Honma - có nguồn gốc từ Trung Quốc, được lập ra bời gia tộc Ashikaga nhằm phục dịch cho Hoàng thân và Quý tộc. Gia tộc Homma là một trong những gia tộc thấp hèn và nghèo khổ nhất trong xã hội Nhật Bản.
- Gia tộc Honda (本多氏) - hậu duệ của Fujiwara Hokke; nổi tiếng với Honda Tadakatsu.
- Gia tộc Hosokawa (細川氏) - chi tộc nhánh của Gia tộc Ashikaga, những người là hậu duệ của gia tộc Minamoto chi Seiwa Genji.
  - Nhà Hosokawa Keichō (細川京兆家) - gia tộc trưởng.
  - Nhà Hosokawa Tenkyū (細川典厩家) - chi tộc nhánh.
  - Nhà Hosokawa của Awa (阿波細川氏) - chi tộc nhánh; hậu duệ của Hosokawa Akiharu.
  - Nhà Hosokawa của Ōshū (奥州細川家) - chi tộc nhánh; hậu duệ của Hosokawa Akiuji.
- Gia tộc Hotta - hậu duệ của Thiên hoàng Kōgen, theo nhánh Tể tướng Takeshi-uchi no Sukune.
- Nhà Ichijō (一条家) - hậu duệ của Fujiwara Hokke.
- Gia tộc Ichijō của Tosa (土佐一条氏) - chi tộc nhánh của Nhà Ichijō, những người là hậu duệ của Fujiwara Hokke.
- Gia tộc Ide (井出氏) - chi tộc nhánh của Gia tộc Nikaidō, những người là hậu duệ của Fujiwara Nanke.
- Gia tộc Ii (井伊氏) - hậu duệ của Fujiwara Hokke; nổi tiếng với Ii Naomasa và Ii Naosuke.
- Gia tộc Ikeda (池田氏) - hậu duệ của gia tộc Minamoto chi Seiwa Genji; không có liên hệ trực tiếp nào với các gia tộc mang tên Ikeda khác.
- Gia tộc Ikeda của Iyo (伊予池田氏) - không có liên hệ trực tiếp nào với các gia tộc mang tên Ikeda khác.
- Gia tộc Ikeda của Mino (美濃池田氏) - không có liên hệ trực tiếp nào với các gia tộc mang tên Ikeda khác.
- Gia tộc Ikeda của Sasaki (池田氏) - chi tộc nhánh của Gia tộc Sasaki; không có liên hệ trực tiếp nào với các gia tộc mang tên Ikeda khác.
- Gia tộc Ikeda của Settsu (摂津池田氏) - hậu duệ của Gia tộc Ki (tranh luận), không có liên hệ trực tiếp nào với các gia tộc mang tên Ikeda khác.
- Gia tộc Imagawa (今川氏) - chi tộc nhánh của Gia tộc Ashikaga, những người là hậu duệ của gia tộc Minamoto chi Seiwa Genji; nổi tiếng với Imagawa Yoshimoto.
- Gia tộc Inaba - chi tộc nhánh của Kōno, những người là hậu duệ của Hoàng tử Iyo, con trai của Thiên hoàng Kammu.
- Gia tộc Inoue (井上氏) - hậu duệ của gia tộc Minamoto chi Seiwa Genji.
  - Gia tộc Inoue của Shinano (信濃井上氏) - gia tộc trưởng.
  - Gia tộc Inoue của Aki (安芸井上氏) - chi tộc nhánh.
  - Gia tộc Inoue của Mikawa (三河井上氏) - chi tộc nhánh.
- Gia tộc Ishida (石田氏) - chi tộc nhánh của Miura, những người là hậu duệ của Kammu Heishi (thảo luận), nổi tiếng với Ishida Mitsunari
- Gia tộc Ishikawa (石川氏) - cũng được biết đến như Ishikawa Genji; hậu duệ của gia tộc Minamoto chi Seiwa Genji.
- Gia tộc Ishimaki (石巻氏) - hậu duệ của Fujiwara Nanke.
- Gia tộc Itō (伊東氏) - chi tộc nhánh của Gia tộc Kudō, những người là hậu duệ của Fujiwara Nanke.
- Gia tộc Junjii (純自)
- Gia tộc Kamiizumi (上泉氏) - chi tộc nhánh của Gia tộc Ashikaga theo nhánh Fujiwara, những người là hậu duệ của Fujiwara Hokke.
- Gia tộc Kanamaru (金丸氏) - chi tộc nhánh của Gia tộc Takeda, những người là hậu duệ của gia tộc Minamoto chi Seiwa Genji theo nhánh của Takeda Nobushige.
- Gia tộc Kagawa (香川氏) - hậu duệ của Kammu Heishi.
- Gia tộc Kikkawa (吉川氏) - chi tộc nhánh của Gia tộc Kudō, những người là hậu duệ của Fujiwara Nanke. Từ nửa sau thế kỷ 16 họ là một chi tộc nhánh của Gia tộc Mōri, những người là hậu duệ của Gia tộc Ōe, nổi tiếng với Kikkawa Motoharu.
- Gia tộc Kira (吉良氏) - chi tộc nhánh của Gia tộc Ashikaga, những người là hậu duệ của gia tộc Minamoto chi Seiwa Genji; nổi tiếng với Kira Yoshinaka.
- Gia tộc Kiso (木曾氏) - hậu duệ của gia tộc Minamoto chi Seiwa Genji; nổi tiếng với Minamoto no Yoshinaka.
- Gia tộc Kitabatake (北畠氏) - hậu duệ của gia tộc Minamoto chi Murakami Genji.
- Gia tộc Kitajō (北条氏) - cũng được biết đến như Gia tộc Kitajō của Echigo hoặc Gia tộc Mōri Kitajō; chi tộc nhánh của Gia tộc Mōri; không có liên hệ trực tiếp nào với Gia tộc Hōjō (北条氏) hoặc Gia tộc Hậu Hōjō (北条氏).
- Gia tộc Kiyowara (清原氏) - hậu duệ của Hoàng tử Toneri, con trai của Thiên hoàng Temmu (631-686).
- Gia tộc Kobayakawa (小早川氏) - chi tộc nhánh của Gia tộc Doi, những người là hậu duệ của Kammu Heishi. Từ nửa sau thế kỷ 16 họ là một chi tộc nhánh của Gia tộc Mōri, những người là hậu duệ của Gia tộc Ōe, nổi tiếng với Kobayakawa Takakage và Kobayakawa Hideaki.
- Gia tộc Kodama (児玉氏) - hậu duệ của Fujiwara Hokke.
- Nhà Koga (久我家) - hậu duệ của gia tộc Minamoto chi Murakami Genji.
- Gia tộc Kōno (河野氏) - hậu duệ của Hoàng tử Iyo, con trai của Thiên hoàng Kammu.
- Nhà Konoe (近衛家) - hậu duệ của Fujiwara Hokke, nổi tiếng với Konoe Fumimaro.
- Gia tộc Kudō (工藤氏) - hậu duệ của Fujiwara Nanke.
- Nhà Kujō (九条家) - hậu duệ của Fujiwara Hokke.
- Gia tộc Kuzuyama (葛山氏) - chi tộc nhánh của Gia tộc Ozutsuki; nổi tiếng bởi những hiểu biết về y thuật.
- Gia tộc Kyōgoku (京極氏) - chi tộc nhánh của Gia tộc Sasaki, những người là hậu duệ của gia tộc Minamoto chi Uda Genji.
- Gia tộc Maeda (前田氏) - hậu duệ của Gia tộc Sugawara; nổi tiếng với Maeda Toshiie.
- Gia tộc Manabe (間部氏) - hậu duệ của Fujiwara Hokke.
- Gia tộc Matsuda (松田氏) - chi tộc nhánh của Gia tộc Hatano, những người là hậu duệ của Fujiwara Hokke.
- Gia tộc Matsudaira (松平氏) - chi tộc nhánh của Gia tộc Nitta - theo nhánh Gia tộc Tokugawa - những người là hậu duệ của gia tộc Minamoto chi Seiwa Genji; nổi tiếng với Tokugawa Ieyasu.
- Gia tộc Matsumae - chi tộc nhánh của Gia tộc Takeda, những người là hậu duệ của gia tộc Minamoto chi Seiwa Genji.Mon của gia tộc Tokugawa

Mon của gia tộc Tokugawa

- Gia tộc Matsura (松浦氏) - chi tộc nhánh của Gia tộc Watanabe, những người là hậu duệ của gia tộc Minamoto chi Saga Genji.
- Gia tộc Miura (三浦氏) - hậu duệ của Kammu Heishi.
- Gia tộc Mikumo (三雲氏) - chi tộc nhánh của Gia tộc Kodama, những người là hậu duệ của Fujiwara Hokke.
- Gia tộc Miyoshi (三好氏) - chi tộc nhánh của Gia tộc Takeda - theo nhánh Gia tộc Ogasawara - những người là hậu duệ của gia tộc Minamoto chi Seiwa Genji; không có liên hệ trực tiếp nào tới Gia tộc Miyoshi theo nhánh Fujiwara (三吉氏); nổi tiếng với Miyoshi Nagayoshi.
- Gia tộc Miyoshi (三吉氏) - hậu duệ của Gia tộc Fujiwara; không có liên hệ trực tiếp nào tới Gia tộc Miyoshi theo nhánh Ogasawara (三好氏).
- Gia tộc Mizuryū (水龍氏) - hậu duệ của gia tộc Minamoto chi Seiwa Genji.
- Gia tộc Mogami (最上氏) - chi tộc nhánh của Gia tộc Ashikaga, những người là hậu duệ của gia tộc Minamoto chi Seiwa Genji.Mon của Gia tộc Mōri

Mon của Gia tộc Mōri

- Gia tộc Mori (森氏) - hậu duệ của Seiwa Genji; nổi tiếng với Mori Ranmaru.
- Gia tộc Mōri (毛利氏) - hậu duệ của Gia tộc Ōe; không có liên hệ trực tiếp nào tới Gia tộc Mōri theo nhánh Genji (毛利氏) hoặc Gia tộc Mōri theo nhánh Fujiwara (毛利氏); nổi tiếng với Mōri Motonari và các con trai của ông.
  - Gia tộc Mōri của Inaba (因幡毛利氏) - chi tộc nhánh.
- Gia tộc Mōri (毛利氏) - hậu duệ của gia tộc Minamoto chi Uda Genji; không có liên hệ trực tiếp nào tới Gia tộc Mōri theo nhánh Ōe (毛利氏) hoặc Gia tộc Mōri theo nhánh Fujiwara (毛利氏);
- Gia tộc Mōri (毛利氏) - hậu duệ của Gia tộc Fujiwara (tranh luận); không có liên hệ trực tiếp nào tới Gia tộc Mōri theo nhánh Ōe (毛利氏) hoặc Gia tộc Mōri theo nhánh Genji (毛利氏);
- Gia tộc Murakami (村上氏) - hậu duệ của gia tộc Minamoto chi Seiwa Genji.
  - Gia tộc Murakami Nội hải (村上水軍) - cũng được biết đến như Murakami Suigun; nổi tiếng với các lực lượng hải quân của họ.
    - Gia tộc Murakami của Innoshima (因島村上氏)
    - Gia tộc Murakami của Kurushima (来島村上氏)
    - Gia tộc Murakami của Nōnoshima (能島村上氏)

  - Gia tộc Murakami của Shinano (信濃村上氏) - cũng được biết đến như Gia tộc Shinshū Murakami; nổi tiếng với Murakami Yoshikiyo.
- Gia tộc Nagao (長尾氏) - hậu duệ của Kammu Heishi; nổi tiếng với Uesugi Kenshin.
- Gia tộc Nabeshima (鍋島氏) - chi tộc nhánh của Gia tộc Shōni, những người là hậu duệ của Fujiwara Hokke.
- Gia tộc Niiro (新納氏) - chi tộc nhánh của Gia tộc Shimazu của phiên Satsuma, những người là hậu duệ của gia tộc Minamoto chi Seiwa Genji.
- Gia tộc Nakamura (ja:中村)
- Gia tộc Nanbu (南部氏) - chi tộc nhánh của Gia tộc Takeda, những người là hậu duệ của gia tộc Minamoto chi Seiwa Genji.
- Nhà Nijō (二条家) - hậu duệ của Fujiwara Hokke.
- Gia tộc Nitta (新田氏) - hậu duệ của gia tộc Minamoto chi Seiwa Genji; nổi tiếng với Nitta Yoshisada.
- Gia tộc Niwa (丹羽氏) - chi tộc nhánh của Gia tộc Kodama, những người là hậu duệ của Fujiwara Hokke (tranh luận); không có liên hệ trực tiếp nào tới Gia tộc Niwa theo nhánh Isshiki (丹羽氏).
- Gia tộc Niwa (丹羽氏) - chi tộc nhánh của Gia tộc Isshiki, những người là hậu duệ của gia tộc Minamoto chi Seiwa Genji; không có liên hệ trực tiếp nào tới Gia tộc Niwa theo nhánh Kodama (丹羽氏).Mon của Gia tộc Oda

Mon của Gia tộc Oda

- Gia tộc Oda (織田氏) - hậu duệ của Kammu Heishi; nổi tiếng với Oda Nobunaga.
- Gia tộc Ōkōchi (大河内氏) - hậu duệ của gia tộc Minamoto chi Seiwa Genji.
- Gia tộc Ōta - hậu duệ của Seiwa Genji; nổi tiếng với Ōta Dōkan.
- Gia tộc Ogasawara (小笠原氏) - chi tộc nhánh của Gia tộc Takeda, những người là hậu duệ của gia tộc Minamoto chi Seiwa Genji.
- Gia tộc Ōtomo (大友氏) - hậu duệ của Fujiwara Hokke; không có liên hệ trực tiếp nào tới gia tộc cổ đại Ōtomo (大友氏) hoặc Ōtomo (大伴氏); nổi tiếng với Ōtomo Sōrin.
- Gia tộc Ōuchi (大内氏) - hậu duệ của Gia tộc Tatara.
- Gia tộc Rokkaku (六角氏) - chi tộc nhánh của Gia tộc Sasaki, những người là hậu duệ của gia tộc Minamoto chi Uda Genji.
- Gia tộc Sagara (相良氏) - hậu duệ của Fujiwara Nanke.
- Gia tộc Saitō (斉藤氏) - hậu duệ của Fujiwara Hokke; nổi tiếng với Saitō Dōsan.
- Gia tộc Sakai (酒井氏) - chi tộc nhánh của Gia tộc Nitta, theo nhánh Gia tộc Tokugawa, những người là hậu duệ của gia tộc Minamoto chi Seiwa Genji.
- Gia tộc Sakuma (佐久間氏) - chi tộc nhánh của Gia tộc Miura, những người là hậu duệ của Kammu Heishi.
- Gia tộc Sanada (真田氏) - hậu duệ của Seiwa Genji (tranh luận); nổi tiếng với Sanada Nobushige, người thường được biết với tên gọi Sanada Yukimura.
- Nhà Sanjō (三条家) - hậu duệ của Fujiwara Hokke; nổi tiếng với Sanjō Sanetomi.
- Gia tộc Sasaki (佐々木氏) - hậu duệ của gia tộc Minamoto chi Uda Genji.
- Gia tộc Satake (佐竹氏) - hậu duệ của gia tộc Minamoto chi Seiwa Genji.
- Gia tộc Shiba (斯波氏) - hậu duệ của Gia tộc Ashikaga, những người là hậu duệ của gia tộc Minamoto chi Seiwa Genji.Mon của Gia tộc Shimazu

Mon của Gia tộc Shimazu

- Gia tộc Shimazu (島津氏) - cũng được biết đến như Gia tộc Satsuma; hậu duệ của gia tộc Minamoto chi Seiwa Genji; nổi tiếng với Shimazu Yoshihiro.
- Gia tộc Shinmen (新免氏) - cũng được biết đến như Gia tộc Shimmen; chi tộc nhánh của Gia tộc Akamatsu, những người là hậu duệ của gia tộc Minamoto chi Murakami Genji.
- Gia tộc Sō (宗氏) - hậu duệ của Gia tộc Koremune.
- Gia tộc Sogō (十河氏) - hậu duệ của Thiên hoàng Keikō.
- Gia tộc Sōma (相馬氏) - chi tộc nhánh của Gia tộc Chiba, những người là hậu duệ của Kammu Heishi.
  - Gia tộc Sōma của Ōshū (奥州相馬氏) - gia tộc trưởng.
  - Gia tộc Sōma của Shimōsa (下総相馬氏) - chi tộc nhánh.
- Gia tộc Suda (ja:須田) - nổi tiếng vì là một gia tộc samurai, và cao thủ võ thuật. Các chi tộc nhánh phía đông bắc và trung tây (west-central) có thể có nguồn gốc từ Gia tộc Minamoto theo nhánh Nhà Inoue. Chi tộc ở Okinawa có lưu truyền một truyền thuyết cho rằng họ là hậu duệ của rồng Nhật Bản (Nihon no ryū).
- Gia tộc Sue (陶氏) - chi tộc nhánh của Gia tộc Ōuchi, những người là hậu duệ của Gia tộc Tatara, nổi tiếng với Sue Harukata.
- Gia tộc Sugi (杉氏) - chi tộc nhánh của Gia tộc Sasaki, những người là hậu duệ của gia tộc Minamoto chi Uda Genji; nổi tiếng với Yoshida Shōin.
- Gia tộc Suwa (諏訪氏) - nguồn gốc tổ tiên không rõ ràng, nhiều người tin rằng gia tộc Suwa là hậu duệ của gia tộc Minamoto chi Seiwa Genji theo nhánh Minamoto no Tsunetomo.
- Gia tộc Tachibana (立花氏) - chi tộc nhánh của Gia tộc Ōtomo, hậu duệ của Ōtomo Yoshinao; không có liên hệ trực tiếp nào tới gia tộc cổ đại Tachibana (橘氏); nổi tiếng với Tachibana Ginchiyo và chồng của bà là Tachibana Muneshige.
- Gia tộc Takanashi (高梨氏) - chi tộc nhánh của Gia tộc Inoue, những người là hậu duệ của gia tộc Minamoto chi Seiwa Genji (tranh luận).
- Gia tộc Takaoka (高岡氏) - hậu duệ của gia tộc Minamoto chi Uda Genji hoặc chi Seiwa Genji.
- Nhà Takatsuji (高辻家) - hậu duệ của Gia tộc Sugawara.
- Nhà Takatsukasa (鷹司家) - hậu duệ của Fujiwara Hokke.
- Gia tộc Takeda (武田氏) - cũng được biết đến như Gia tộc Takeda của Kai; hậu duệ của gia tộc Minamoto chi Seiwa Genji; nổi tiếng với Takeda Shingen.
  - Gia tộc Takeda của Aki (安芸武田氏) - chi tộc nhánh.
  - Gia tộc Takeda của Kazusa (上総武田氏) - chi tộc nhánh.
  - Gia tộc Takeda của Wakasa (若狭武田氏) - chi tộc nhánh.
- Gia tộc Takenaka (竹中氏) - chi tộc nhánh của Gia tộc Toki, những người là hậu duệ của gia tộc Minamoto chi Seiwa Genji.
- Gia tộc Takigawa (滝川氏) - hậu duệ của Gia tộc Ki hoặc Gia tộc Tomo (tranh luận).Mon của Gia tộc Takeda

Mon của Gia tộc Takeda

- Gia tộc Tanegashima (種子島氏) - hậu duệ của Kammu Heishi (tranh luận); nổi tiếng với việc sớm chế tạo được các dạng súng cầm tay (firearm) đầu tiên.
- Gia tộc Toda (戸田氏) - hậu duệ của Fujiwara Hokke.
- Gia tộc Toki (土岐氏) - hậu duệ của gia tộc Settsu Genji, một nhánh của gia tộc Minamoto chi Seiwa Genji.Mon của Gia tộc Tokugawa

Mon của Gia tộc Tokugawa

- Gia tộc Tokugawa (徳川氏) - hậu duệ của Tokugawa Ieyasu theo nhánh Gia tộc Matsudaira; nổi tiếng với Mạc phủ Tokugawa.
  - Nhà shogun Tokugawa (徳川将軍家) - gia tộc trưởng.
    - Nhà Tokugawa của Kōfu (甲府徳川家) - hậu duệ của Tokugawa Tsunashige, con thứ ba của Tokugawa Iemitsu.
    - Nhà Tokugawa của Tatebayashi (館林徳川家) - hậu duệ của Tokugawa Tsunayoshi.
    - Nhà Tokugawa Yoshinobu (徳川慶喜家) - hậu duệ của Tokugawa Yoshinobu.

  - Gosanke (御三家)
    - Nhà Tokugawa của Kishū (紀州徳川家) - cũng được biết đến như Nhà Kii Tokugawa; hậu duệ của Tokugawa Yorinobu, con thứ 10 của Tokugawa Ieyasu; nổi tiếng với Tokugawa Yoshimune và Tokugawa Iemochi.
    - Nhà Tokugawa của Mito (水戸徳川家) - hậu duệ của Tokugawa Yorifusa, con thứ 11 của Tokugawa Ieyasu; nổi tiếng với Tokugawa Mitsukuni.
      - Nhà Tokugawa của Matsudo (松戸徳川家) - chi tộc nhánh của Nhà Tokugawa của Mito.

    - Nhà Tokugawa của Owari (尾張徳川家) - hậu duệ của Tokugawa Yoshinao, con thứ 9 của Tokugawa Ieyasu.

  - Gosankyo (御三卿)
    - Nhà Tokugawa của Hitotsubashi (一橋徳川家) - hậu duệ của Tokugawa Munetada, con thứ tư của Tokugawa Yoshimune.
    - Nhà Tokugawa của Shimizu (清水徳川家) - hậu duệ của Tokugawa Shigeyoshi, con thứ của Tokugawa Ieshige.
    - Nhà Tokugawa của Tayasu (田安徳川家) - hậu duệ của Tokugawa Munetake, con thứ của Tokugawa Yoshimune.
- Gia tộc Tsugaru (津軽氏) - cũng được biết đến như Gia tộc Ōura; hậu duệ của Fujiwara Hokke.
- Gia tộc Tsutsui (筒井氏) - hậu duệ của Gia tộc Fujiwara; nổi tiếng với Tsutsui Junkei.
- Gia tộc Uesugi (上杉氏) - hậu duệ của Fujiwara Hokke.
  - Nhà Uesugi của Inukake (犬懸上杉家) - hậu duệ của Uesugi Norifuji.
  - Nhà Uesugi của Ōgigayatsu (扇谷上杉家) - hậu duệ của Uesugi Shigeaki.
  - Nhà Uesugi của Takuma (宅間上杉家) - hậu duệ của Uesugi Shigeyoshi.
  - Nhà Uesugi của Yamanouchi (山内上杉家) - hậu duệ của Uesugi Noriaki; nổi tiếng với Uesugi Kenshin.
    - Nhà Uesugi của Fukaya (深谷上杉家) - cũng được biết đến như Gia tộc Kobanawa Uesugi; hậu duệ của Uesugi Norifusa.
- Gia tộc Ukita (宇喜多氏) - hậu duệ của Kojima Takanori của gia tộc Minamoto chi Seiwa Genji; nổi tiếng với Ukita Hideie.
- Gia tộc Urakami (浦上氏) - hậu duệ của Thiên hoàng Kōgen theo nhánh Gia tộc Ki.
- Gia tộc Utsunomiya (宇都宮氏) - hậu duệ của Fujiwara Hokke.
  - Gia tộc Utsunomiya của Shimotsuke (下野宇都宮氏) - gia tộc trưởng.
  - Gia tộc Utsunomiya của Buzen (豊前宇都宮氏) - chi tộc nhánh.
  - Gia tộc Utsunomiya của Chikugo (筑後宇都宮氏) - chi tộc nhánh.
  - Gia tộc Utsunomiya của Iyo (伊予宇都宮氏) - chi tộc nhánh.
- Gia tộc Wakiya (脇屋氏) - chi tộc nhánh của Gia tộc Nitta, những người là hậu duệ của gia tộc Minamoto chi Seiwa Genji.
- Gia tộc Watanabe - hậu duệ của Saga Genji.
- Gia tộc Yagyū (柳生氏) - hậu duệ của Gia tộc Sugawara; nổi tiếng với môn phái kiếm thuật của họ, có tên Yagyū Shinkage-ryū.
- Gia tộc Yamana (山名氏) - chi tộc nhánh của Gia tộc Nitta, những người là hậu duệ của gia tộc Minamoto chi Seiwa Genji.
- Gia tộc Yamanouchi (山内氏) - cũng được biết đến như Gia tộc Yamanouchi Sudō, hậu duệ của Fujiwara Hokke.
  - Gia tộc Yamanouchi của Bingo (備後山内氏) - gia tộc trưởng.
  - Gia tộc Yamanouchi của Ōshū (奥州山内氏) - chi tộc nhánh.
  - Gia tộc Yamanouchi của Tosa (土佐山内氏) - chi tộc nhánh; nổi tiếng với Yamauchi Kazutoyo.
- Gia tộc Yanagizawa - chi tộc nhánh của Gia tộc Takeda, những người là hậu duệ của gia tộc Minamoto chi Seiwa Genji.
- Gia tộc Yūki (結城氏) - hậu duệ của Fujiwara Hokke.
  - Gia tộc Yūki của Shimousa (下総結城氏) - gia tộc trưởng.
  - Gia tộc Yūki của Shirakawa (白河結城氏) - chi tộc nhánh.

## Các gia tộc và gia đình khác
Okinawa:

Mon của Vương quốc Lưu Cầu (Ryukyu)

- Nhà Eiso (英祖王統) - triều đại đầu tiên của Okinawa.
- Nhà Haniji (怕尼芝王統) - dòng dõi vua của Hokuzan.
- Gia tộc Minshi Kameya (明氏亀谷家) - hậu duệ của Shō Tokuō, vua thứ 7 của Ryukyu.
- Nhà Ōzato (大里王統) - dòng dõi vua của Nanzan.
- Nhà Satto (察度王統) - dòng dõi vua của Chūzan.
- Nhà Shō I (第一尚氏) - dòng dõi vua của Vương quốc Lưu Cầu.
- Nhà Shō II (第二尚氏) - dòng dõi vua của Vương quốc Lưu Cầu.
- Vương triều Thuấn Thiên (舜天王統) - triều đại huyền thoại.

Thuộc về giáo chức gia tộc:
- Gia tộc Abe.
- Gia tộc Kamo.[1]
- Gia tộc Nakatomi.[2]
- Gia tộc Urabe.[3]